# Njoeja (rivier)
De Njoeja (Russisch: Нюя) is een 798-kilometer lange linkerzijrivier van de Lena, gelegen in de Russische autonome republiek Jakoetië, in Oost-Siberië.

## Verloop
De Njoeja ontspringt op ongeveer 450 meter hoogte in het westen van het Lena-plateau in het oosten van het Midden-Siberisch Bergland. De bron ligt in het uiterste westen van Jakoetië, dat de rivier over haar hele lengte doorstroomt, nabij de grens met de Oblast Irkoetsk. De Njoeja doorstroomt het plateau in overwegend oostelijke richting, vanaf de middenloop parallel aan de Lena, waarbij ze veelal in grote bogen door een smal stroomdal meandert. Iets verderop mondt de rivier op ongeveer 150 meter hoogte uit in de Lena bij het naar haar vernoemde dorp Njoeja.
De belangrijkste zijrivieren zijn de Tympytsjan (141 km), Chamaky (181 km), Oelachan-Moerbajy (201 km), Otsjtsjoegoej-Moerbajy (190 km) en Betintsje (of Betsjentsja; 173 km), allen aan linkerzijde.

## Hydrografie
Het stroomgebied van de Njoeja omvat 38.100 km². Nabij de monding bereikt de rivier een breedte van bijna 200 meter bij een diepte van ongeveer 3 meter. De stroomsnelheid bedraagt hier ongeveer 0,4 m/sec.
De Njoeja is bevroren van de tweede helft van oktober tot mei. Het gemiddelde jaarlijkse debiet bij Koeroem, op 132 kilometer van de monding, bedraagt 114 m³/sec met een minimum van 7,4 m³/sec. in maart en een maximum van 760 m³/sec. in mei.

## Infrastructuur
De Njoeja is bevaarbaar tot op 146 kilometer van de monding; tot bij de instroom van de Betintsje bij het gelijknamige dorp.
Vanaf de middenloop bevinden zich verschillende dorpen aan de oever van de Njoeja, zoals Orto-Nachara, Tsjamtsja en Betsjentsja. Bij het dorp Njoeja loopt de weg van het 20 kilometer zuidelijker gelegen Lensk naar de West-Jakoetische diamantwingebieden rond Mirny en Oedatsjny over de rivier.